# Sabine Steinbach
Sabine Steinbach (n. 18 iulie 1952, Chemnitz, Germania) este o înotătoare ce a reprezentat Germania, medaliată olimpică. A participat la o ediție a Jocurilor Olimpice (1968) în care a câștigat o medalie de bronz.

## Participări
Lista de mai jos prezintă principalele competiții la care a participat Sabine Steinbach de-a lungul carierei.
- swimming at the 1968 Summer Olympics – women's 400 metre individual medley[*]